# Bichl
Bichl község Németországban, Bajorországban, Felső-Bajorország kerületben, Bad Tölz-Wolfratshausen járásban. Benediktbeuern községtársulás tagja.

## Történelem

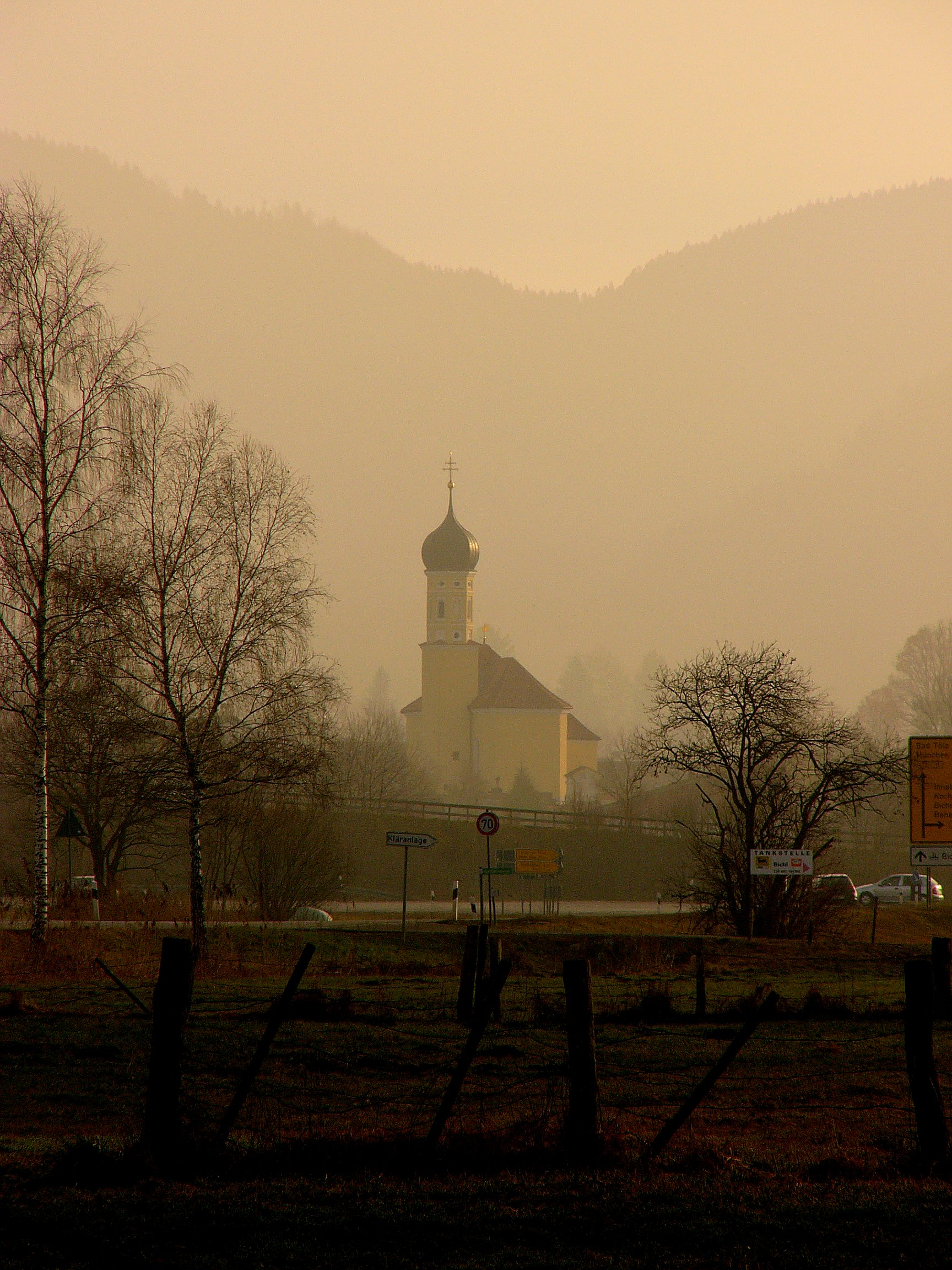
Bichl, a Szent György plébániatemplom látképe

1048-ban említik a települést először okiratokban. A falu Szent Györgyről elnevezett plébánia temploma (Pfarrkirche St. Georg) egy dombon áll, innen eredeztethető a helységnév is a bajor Bühel (domb) szóból, amely kifejezés előfordul még több más bajor település nevében is (pl. Kitzbühel).
Bichl 1048-tól 1803-ig a Benediktbeuerni kolostor birtokaihoz tartozott. Szent Györgyről elnevezett templomának   (Pfarrkirche St. Georg) építésze Michael Fischer volt. Az 1751-1753 között épült templomot máig Felső-Bajorország egyik legszebb falusi templomaként tartják számon.
Bichl 1803-ban lett végül Bajorország része, majd a bajor közigazgatási reformok során 1818-ban alakult ki a község mai formája.

## Lakosság
A község területén 1970-ben 1 370, 1987-ben 1 544 majd 2000-ben 1 958 lakost számoltak össze.
| Lakosok száma | 436  | 1327 | 1455 | 1544 | 2098 | 2107 | 2220 | 2242 | 2257 | 2360 |
|               | 1875 | 1950 | 1975 | 1987 | 2012 | 2014 | 2016 | 2017 | 2021 | 2023 |

## Politika
2008-ban váltotta le Benedikt Pössenbacher (Unabhängige Bichler Bürger) a polgármesteri poszton Josef Schmidet (Freie Wähler). 2002-ig Franz Pfund (Unabhängige Bichler Bürger) töltötte be ezt a tisztséget.
A község adóbevétele 1999-ben 776 ezer euró volt (német márkából átszámítva). Ebből az iparűzési adóbevételek 152 ezer eurót tettek ki.

## Gazdaság
1998-ban hivatali statisztikák szerint termelő üzemekben 122 társadalombiztosítás-köteles foglalkoztatott volt.
Kereskedelemben és közlekedésben 23, egyéb ágazatokban 49 társadalombiztosítás-köteles munkavállalót foglalkoztattak. Bichl lakosságából ekkor 616 társadalombiztosítás-köteles munkavállaló volt összesen. Egy feldolgozóüzem és 11 építészeti cég működött 1998-ban.
1999-ben 27 mezőgazdasági üzem működött a településen, melyek összesen 578 ha területet kezeltek, amiből 574 ha állandó zöldterület.

## Közlekedés
A településnek vasúti kapcsolata van, vasútállomása a Tutzing–Kochel-vasútvonalon fekszik, ahonnan közvetlen járattal München is elérhető.

## Nevezetességek
- Szent Györgyről elnevezett temploma (Pfarrkirche St. Georg) - 1751-1753 között Michael Fischer építette. Az egyszerű, arányosságaival ható, elkerekített élű, négyzetes alaprajzú épület Felső-Bajorország egyik legszebb falusi temploma.

A főoltáron Johan Baptist Straub fából faragott szoborcsoportja áll: Szent György legyőzi a sárkányt.

## Híres emberek
Bichlben született 1793. január 26-án Georg Merz optikus, csillagász.

## Oktatás
1999-es adatok szerint a falunak van egy 75 férőhelyes óvodája, ahova akkor 67 gyerek járt.

## Vallások
A községben temploma katolikus. Építője Johann Michael Fischer. A lakosság túlnyomó részt katolikus.

## Fordítás
- Ez a szócikk részben vagy egészben  a   Bichl című német Wikipédia-szócikk ezen változatának fordításán alapul.  Az eredeti cikk szerkesztőit annak laptörténete sorolja fel. Ez a jelzés csupán a megfogalmazás eredetét és a szerzői jogokat jelzi, nem szolgál a cikkben szereplő információk forrásmegjelöléseként.